# Miguel Forteza
Miguel Forteza Piña (Palma de Mallorca, 1888 - ibídem, 1969) fue un escritor español en lengua castellana y catalana, e ingeniero de caminos.
Estudió Filosofía y Letras en la Universidad de Barcelona (1905-1907), donde fue alumno de Antonio Rubió, e ingeniería civil en la Universidad Central de Madrid (1916). Trabajó como ingeniero de ferrocarriles en Madrid y Barcelona hasta 1929, cuando fue destinado nuevamente a las Islas Baleares. Fue jefe de obras públicas de Baleares (1940-58) y, respondiendo a la llamada de Francesc de Borja Moll, fue uno de los fundadores y primer presidente de la Obra Cultural Balear de 1962 hasta su muerte. Su obra literaria responde a la estética de la llamada Escuela Mallorquina, y colaboró en el Diario de Mallorca, La Veu de Mallorca y otros.

## Obras

### Poesía
- L'estela (1919)
- L'íntim recer (1935)
- Ressons (1951)
- Rosa dels vents (1960), con traduccioens de Oscar Wilde y Edgar Allan Poe.

### Libretos de ópera
- Nuredduna (1947), con música de Antoni Massana
- El Castell d'Iràs i no Tornaràs (1955)
- Santah (1955)

### Ensayos
- Los antiguos caminos de Mallorca (1953)
- Muros y cabañas: la mampostería en seco en Baleares (1955)
- Las carreteras de las Baleares (1958)
- Els descendents dels jueus conversos de Mallorca (1966)